# U-249
U-249 – niemiecki okręt podwodny (U-Boot) typu VII C z okresu II wojny światowej. Okręt wszedł do służby w 1943 roku.

## Historia
Wcielony do 5. Flotylli U-Bootów celem treningu i zgrania załogi; od stycznia 1945 roku jednostka bojowa.
Odbył dwa patrole bojowe, podczas których nie zatopił żadnej jednostki przeciwnika. 24 marca 1945 roku załoga U-249 zestrzeliła brytyjski samolot De Havilland Mosquito i wzięła do niewoli jego pilota.
9 maja 1945 roku poddał się na morzu amerykańskiemu samolotowi, dzień później dotarł do portu w Portland (Anglia). 10 maja w Weymouth objął go dowódca Grupy Kutrów Torpedowych kpt. mar. Andrzej Jaraczewski. Przebazowany do Loch Ryan (Szkocja), wykorzystywany jako jednostka doświadczalna pod oznaczeniem N 86. Zatopiony 13 grudnia 1945 roku podczas operacji Deadlight.